# Kettes komplemens
A kettes komplemens (vagy más néven kettős komplement, 2-es komplement) egy számábrázolási módszer, amelyet a számítógépek használnak negatív számok ábrázolására bináris formában. A kettős komplement egyik előnye, hogy lehetővé teszi az egyszerűbb számolást, például összeadást és kivonást, mivel nincs szükség külön műveletek végrehajtására a pozitív és negatív számok kezelésére.

## Kiszámítása
- Pozitív számok: A pozitív számokat ugyanúgy ábrázolják, mint a hagyományos bináris számokat.
- Negatív számok: A negatív számok kettős komplement formájában a következőképpen képződnek:
  1. Először is, a szám bináris ábrázolását kapjuk.
  2. Majd az összes bitet megfordítjuk (azaz 0-t 1-re és 1-et 0-ra cserélünk).
  3. Végül 1-et adunk hozzá az így kapott értékhez.

### Példa:
Tegyük fel, hogy egy 8 bites számról van szó, és szeretnénk ábrázolni a -5-öt.
1. Pozitív 5 bináris ábrázolása (8 biten):
  - 5 = 00000101
2. Inverz képzése (összes bit megfordítása):
  - 11111010
3. 1 hozzáadása:
  - 11111010 + 1 = 11111011

Tehát a -5 bináris kettes komplemens formája 11111011.

## Előnyök
- A kettős komplement rendszerben az összeadás és kivonás műveletei ugyanúgy működnek, függetlenül attól, hogy a számok pozitívak vagy negatívak.
- Csak egy nullát tartalmaz, ellentétben a "jel és nagyság" (sign-and-magnitude) ábrázolással, ahol kétféle nullát is lehetne ábrázolni (pozitív és negatív nullát).

## Hátrányok
A maximális értékek és a minimális értékek kisebbek, mivel egy bitet a szám ábrázolásához a jelzésre kell fenntartani.
Ez az alapja a negatív számok számítógépes reprezentációjának és a bináris aritmetikának.